# Habenaria hollandiana
Habenaria hollandiana är en orkidéart som beskrevs av Hermenegild Santapau. Habenaria hollandiana ingår i släktet Habenaria och familjen orkidéer. Inga underarter finns listade i Catalogue of Life.